# 钨酸钡
钨酸钡是钡的钨酸盐，化学式 BaWO4。

## 制备和性质
钨酸钡可以由硝酸钡和仲钨酸铵或钨酸钠的复分解反应而成。
Ba(NO3)2 + Na2WO4 → BaWO4↓ + 2 NaNO3
它是一种白色固体，在标准情况下是白钨矿（CaWO4）结构的四方晶体。在超过 7 GPa的高压下，钨酸钡会转变成单斜晶系，结构类似褐钇铌矿（YNbO4）。

## 用处
钨酸钡可用作激光技术中的移频器。它也用于X射线摄影和颜料。